# Helmut Lambert
Helmut Lambert (* 24. Juli 1904 in Lübben/Niederlausitz; † Oktober 1944 (?)) war ein SA-Brigadeführer und bis Juni 1944 Regierungspräsident in Aurich.
Als Sohn eines Militärarztes studierte er Volkswirtschaft und Rechtswissenschaften in Hamburg und Berlin, wobei er die Promotion erlangte. Anschließend unternahm er Auslandsreisen durch Holland, Finnland und im Jahre 1925 auch nach Russland.
In  der zweiten Jahreshälfte 1925 trat er in die SA und zum 1. November 1928 in die NSDAP ein (Mitgliedsnummer 103.170). Des Weiteren führte er seine juristische Laufbahn weiter. Am Kammergericht Berlin legte er seine Referendarprüfung ab, danach in Celle die Prüfung zum Assessor.
In den folgenden Jahren widmete er sich ganz den politischen Zielen der Führung der NSDAP und trat als SA-Führer und SA-Redner auf. Im Mai 1933 wurde er zum Landrat von Hameln ernannt. In dieser Eigenschaft nahm er Aufgaben zur Herrichtung der Reichsthingstätte des Bückebergs des Landvolks wahr. Weiterhin wirkte er an der Konzeption und Verwirklichung des Ehrenmals von Horst Wessel auf dem Süntel mit.
Im April 1939 wurde er zum Regierungsvizepräsidenten in Erfurt ernannt. Mit dem Ausbruch des Zweiten Weltkriegs wurde er zur Wehrmacht einberufen. Nach Absolvierung eines Lehrgangs für Offiziersanwärter diente er von 1941 bis Ende Juni 1942 an der Ostfront als Leutnant in einem motorisierten Infanterieregiment. Wegen seiner Verdienste an der Front wurde ihm das Eiserne Kreuz II. Klasse und das Infanteriesturmabzeichen verliehen.
Am 18. August 1942 übernahm er stellvertretend, ab Juni 1943 voll das Amt des Regierungspräsidenten in Aurich. Dieser Regierungsbezirk bestand aus dem Stadtkreis Emden und den Landkreisen Aurich (Ostfriesland), Leer, Norden und Wittmund.
Zum SA-Brigadeführer wurde er 1943 befördert. Im Juni 1944 wurde er wieder zur Wehrmacht eingezogen. Seit Oktober 1944 gilt er an der Front als vermisst.